# Ca la Quica
Ca la Quica és una obra de l'Arboç (Baix Penedès) protegida com a Bé Cultural d'Interès Local.

## Descripció
Edificació de planta baixa, annexada a can Rossell, ara museu de puntes al coixí i casa de cultura. De la façana en destaca la portalada adovellada d'arc de mig punt que, al seu lloc, està emmarcada per un arc apuntat de majors dimensions encara visible. Al costat hi ha una finestra rectangular protegida amb una reixa de ferro forjat. El mur de façana continua per sobre de la planta baixa, on destaca una finestra geminada, record de l'existència d'una construcció de majors dimensions.
A l'interior hi trobem un auditori de nova factura amb tots els equipaments actuals.